# Anita Brookner
Anita Brookner, CBE (16 de juliol de 1928 – 10 de març de 2016) fou una premiada novel·lista anglesa i historiadora de l'art. Va ensenyar a la Universitat de Cambridge els anys 1967-68, essent-ne la primera dona que va exercir de professora convidada. L'any 1984 fou premiada amb el Premi Llibreter (Premi Booker on Man Booker Prize) per la seva novel·la Hotel du Lac.

## Vida personal
Brookner va néixer a Herne Hill, un suburbi de Londres. Única filla de Newson Brukner, emigrant polonès i de Maude Schiska, una cantant americana el pare de la qual havia emigrat de Polònia i havia fundat una empresa de tabac. Maude va canviar el cognom a causa del sentiment antigermànic que hi havia a la Gran Bretanya. Anita Brookner va tenir una infantesa solitària, malgrat que la seva àvia i el seu oncle vivien amb la família i els seus pares, jueus, van obrir les portes a refugiats jueus que fugien de la persecució nazi durant els anys 30 i la Segona Guerra Mundial.
Brookner es va educar a l'escola privada James Allen's Girls' School. El 1949 es fa llicenciar en Història al King's College de Londres i el 1953 es va doctorar en Història de l'Art pel Courtauld Institute of Art, Universitat de Londres.
Brookner no es va casar i va t enir cura dels seus pares quan es van fer grans.

## Carrera professional
L'any 1967 va esdevenir la primera dona que va poder exercir de professora convidada de Belles Arts a la Universitat de Cambridge. Va promocionar-se com a lectora al Courtauld Institute of Art el 1977, on va treballar fins que es va jubilar l'any 1988.
Brookner publicà la seva primera novel·la, A Start In Life el 1981, amb 53 anys. Des de llavors en va anar publicant una mitjana d'una cada any.
El 1990 fou anomenada Dama Comandant d'Orde de l'Imperi Britànic. Fou membre del King's College de Londres i del Murray Edwards College, Cambridge.

## Obra
Brookner va obtenir molts premis pel seu estil. Les seves novel·les tracten sobre pèrdues emocionals i dificultats relacionades amb la inserció social. Els seus personatges solen ser intel·lectuals, dones de classe mitjana, que pateixen de solitud i desenganys amorosos. Molts dels seus personatges són fills d'emigrants europeus a Gran Bretanya, i molts d'ells són d'ascendència jueva. El seu quart llibre, Hotel du Lac (1984) va guanyar el Premi Llibreter (Booker Prize).

## Honors
- 1984 Man Booker Prize, Millor Novel·la en llengua anglesa per Hotel du Lac
- 1990 Dama Comandant d'Orde de l'Imperi Britànic (CBE)
- 2010 Finalista del James Tait Black Memorial Prize, per Strangers

## Publicacions
- Greuze 1725-1805: The Rise and Fall of an Eighteenth-century Phenomenon (1972)
- Jacques-Louis David (1980)
- A Start in Life (1981, títol als Estats Units The Debut)
- Providence (1982) Edició en castellà: Providencia. (Madrid : Fundamentos, 1988).
- Look at Me (1983). Edició en català: Mira'm. Traducció de David Balagué. (Laia, 1988).
- Hotel du Lac (1984), guanyador del Premi Booker. Edició en català amb el mateix títol (Pòrtic, 1988) i en castellà amb traducció Manuel Sáenz de Heredia (Tusquets, 1987).
- Family and Friends (1985) Edició catalana: Família i amics. Trad. per Vilamala Devi. (Pòrtic, 1990). / En castellà: Familia y amigos. Trad. de José Arconada y Javier Ferreira. (Tusquets, 1989).
- A Misalliance (1986) Edició castellana: Una relación inconveniente. Traducción de Antoni Puigròs. (Tusquets, 1991).
- A Friend from England (1987) Edició catalana: Una amiga d'Anglaterra. Traducció de Vimala Devi. (Pòrtic, 1991).
- Latecomers (1988)
- Lewis Percy (1989)
- Brief Lives (1990)
- A Closed Eye (1991)
- Fraud (1992)
- A Family Romance (1993, Títol als Estats Units Dolly) Edició castellana: Una historia de familia. Trad. per R.M. Bassols. (Seix Barral, 1996).
- A Private View (1994)
- Incidents in the Rue Laugier (1995) Edició en castellà: Encuentro en la rue Laugier (Barcelona, Thassàlia, 1996).
- Altered States (1996)
- Visitors (1997)
- Falling Slowly (1998)
- Undue Influence (1999)
- The Bay of Angels (2001)
- The Next Big Thing (2002, Títol als Estats Units Making Things Better), finalista del Booker Prize
- The Rules of Engagement (2003)
- Leaving Home (2005)
- Strangers (2009)
- At The Hairdressers (2011), novel·la disponible només en format ebook